# Marystown
Marystown är en ort i Kanada.   Den ligger i provinsen Newfoundland och Labrador, i den östra delen av landet, 1 600 km öster om huvudstaden Ottawa. Marystown ligger 17 meter över havet och antalet invånare är 4 558.
Terrängen runt Marystown är platt. Havet är nära Marystown åt nordost. Trakten är glest befolkad. Marystown är det största samhället i trakten. 